# (929) Algunde
(929) Algunde – planetoida z pasa głównego asteroid.

## Odkrycie i nazwa
Została odkryta 10 marca 1920 roku w Landessternwarte Heidelberg-Königstuhl w Heidelbergu przez Karla Reinmutha. Nazwa pochodzi od imienia żeńskiego. Przed nadaniem nazwy planetoida nosiła oznaczenie tymczasowe (929) 1920 GR.

## Orbita
(929) Algunde okrąża Słońce w ciągu 3 lat i 128 dni w średniej odległości 2,24 au. Planetoida należy do rodziny planetoidy Flora nazywanej też czasem rodziną Ariadne.